# Spinomantis phantasticus
Spinomantis phantasticus is een kikker uit de familie gouden kikkers (Mantellidae). De soort werd voor het eerst wetenschappelijk beschreven door Frank Glaw en Miguel Vences in 1997. Oorspronkelijk werd de wetenschappelijke naam Mantidactylus (Spinomantis) phantasticus gebruikt.
De soort komt voor in delen van Afrika en leeft endemisch op het zuidoostelijke eiland Madagaskar. De habitat bestaat uit regenwouden. De kikker is in een deel van zijn verspreidingsgebied nog algemeen.
De mannetjes bereiken een lichaamslengte van 36 tot 38 millimeter. De kikker heeft een groene kleur met grillige vlekken en over het gehele lichaam opvallende stekels. De buikzijde is lichtgroen van kleur.